# Marguerite Alibert
Marguerite Alibert, född 1890, död 1971, var en fransk kurtisan. Hon var berömd under sin tid och främst känd för sitt förhållande med Edvard VIII av Storbritannien (1917-1918) samt för sitt äktenskap med den egyptiska aristokraten Ali Kamel Fahmy Bey (kallad prins i västerländsk press). Hon ställdes inför rätta för mordet på sin make i en vida uppmärksammad rättegång som slutade i ett frikännande. 